# Emil Audero
Emilio "Emil" Audero Mulyadi (Mataram, 18 januari 1997) is een in Indonesië geboren Italiaans voetballer die als doelman speelt. Hij verruilde Juventus in juli 2019 voor Sampdoria, dat hem in het voorgaande seizoen al huurde.

## Clubcarrière
Audero is afkomstig uit de jeugdopleiding van Juventus. Hij debuteerde hiervoor op 27 mei 2017 in het eerste elftal in een competitiewedstrijd tegen Bologna. Juventus won met 1–2 na een laat doelpunt van Moise Kean. Dit bleek zijn enige wedstrijd voor de club uit Turijn. Juventus verhuurde Audero in 2017/18 aan Venezia en in 2018/19 aan Sampdoria. Hij was bij beide clubs het hele seizoen eerste doelman. Sampdoria nam Audero in juli 2019 definitief over van Juventus, dat 20 miljoen euro voor hem ontving.
Audero bleef ook de volgende vier seizoenen eerste doelman van Sampdoria. Hij miste alleen in 2022/23 de laatste vier maanden maanden van het jaar vanwege een schouderblessure. Hierdoor zag hij machteloos toe hoe zijn ploeggenoten niet meer konden ontsnappen uit de degradatiezone. Audero daalde niet mee af naar de Serie B. Sampdoria verhuurde hem in plaats daarvan in augustus 2023 voor een jaar aan Internazionale. Daar waren doelmannen Samir Handanovič en André Onana toen net vertrokken.

## Interlandcarrière
Audero kwam uit voor alle Italiaanse nationale jeugdselecties vanaf Italië –15. Hij maakte deel uit van Italië –17 op het EK –17 van 2013 en het WK –17 van 2013 en van Italië –21 op het EK –21 van 2019. Hij kwam op geen van die drie toernooien in actie. Bij –17 kreeg Simone Scuffet de voorkeur en bij –21 Alex Meret.

## Erelijst
| Kampioen Serie A | 1x | 2016/17 |